# Schirmbach (Striegis)
Der Schirmbach, regional wird der Name meist mit weiblichem Genus benutzt, ist ein 5,5 km langer rechter Zufluss der Großen Striegis in Wegefarth in der Gemeinde Oberschöna im Landkreis Mittelsachsen in Sachsen.

## Verlauf
Er wurde, in ca. 460 m über NN, von mehreren kleineren Sickerbächen und einer Quelle im Freiberger Stadtwald nahe Freibergsdorf, nördlich und südlich der heutigen Bundesstraße 173, gespeist. Das Wasser aus dieser großen, sehr flachen Hochfläche wurde später, im 16. Jh., über einen Kunstgraben der Freiberger Wasserversorgung zugeführt. Deshalb entspringt der Schirmbach heute einem Zufluss etwa 1,5 Kilometer nordwestlich der ursprünglichen Quelle, in 450 m ü. NN. Er durchfließt zunächst Kleinschirma, bis er in Wegefarth, in 338 m über NN, in die Große Striegis mündet. Er überwindet dabei ein Gefälle von durchschnittlich vier Prozent. Sein Einzugsgebiet hat eine Größe von ca. 950 ha, wobei etwas über 15 Prozent bewaldet ist. Entlang des Baches findet sich, insbesondere zwischen Kleinschirma und Wegefarth, ein galerieartiger Rest des ursprünglichen, bachbegleitenden Erlen-Bachwaldes, der innerorts teilweise durch Weidengebüsche und Kopfweiden abgelöst wird.
Der Sage nach soll der kopflose Reiter Baron Philipp von Wegefarth nachts, besonders entlang des Schirmbaches spuken.     
Siehe auch: Liste der Gewässer in Sachsen